# Сирон
Сирон (Siro, Syro, Siron, Syron; fl. ок. 50 пр.н.е.) е епикурски философ, живял в Неапол.
Той е учител на Вергилий, който учи в неговото училище в Неапол, също така и на Квинтилий Вар. В сборника „Вергилиево приложение“ са включени две епиграми, приписвани на Вергилий и посветени на Сирон - V („Отказ от следването на реторика и присъединяване към епикурската философия на Сирон“) и VIII („В чифлика на Сирон“).